# Rudolf Olaf Tönjachen
Rudolf Olaf Tönjachen (* 29. Februar 1896 in Ftan im Engadin; † 31. Juli 1971 in Chur) war ein Schweizer Historiker und Schriftsteller aus dem Kanton Graubünden.

## Leben
Rudolf Olaf Tönjachen war der Sohn von Chasper Tönjachen und der Dänin Margarete geb. Jensen. Er war mit Erica Fanconi von Poschiavo verheiratet.
Tönjachen besuchte das Lehrerseminar in Chur und unterrichtete danach in den Schulen von Schuls und Samedan. An der Universität Bern studierte er Geschichte und Romanistik. Er promovierte mit der Dissertation Baldiron und die drei rätischen Bünde, die vom spanisch-habsburgischen General Alois Baldiron († 1632) handelt.
Nach dem Studium arbeitete Tönjachen als Gymnasiallehrer in Chur. Er war der Präsident des Bündner Lehrervereins und Redaktor des Bündner Monatsblattes.
Rudolf Olaf Tönjachens Hauptsprachen waren der Unterengadiner Dialekt Vallader und das Dänische sowie das Deutsche. Er engagierte sich als Schriftsteller, Historiker und Redaktor für die bündnerromanische Sprache und gab mit Reto R. Bezzola ein Wörterbuch Dicziunari tudais-ch-ladin heraus. 1936 wurde er in den Vorstand der Lia Rumantscha aufgenommen. Seine Werke sind teilweise in den Annalas da la Societad Retorumantscha und dem Chalender Ladin publiziert.

## Schriften
- Baldiron und die drei rätischen Bünde. Ein Beitrag zur Geschichte der Bündner Wirren, mit einer rechtsgeschichtlichen Darstellung der Herrschaftsverhältnisse im Unter-Engadin und Prätigau während des Mittelalters. Dissertation Bern. Samedan 1930.
- Tü hast suolchà, poet, in düra luotta (Per il 70avel anniversari da Peider Lansel). In: Annalas da la Societad Retorumantscha, 1934, S. 7.
- Survista da la vita litteraria d’hozindi in Engiadina. 1935 und 1936.
- mit Reto R. Bezzola: Dicziunari tudais-ch-ladin. Deutsch-romanisches Wörterbuch: Ladinisch 1944.
- Ustrida e nuschaglia: Versins e proverbis rumantschs per mammas ed uffants. 1948.
- La fundaziun dal chantun Grischun e sias conseguenzas pel rumantsch. 1957.
- La fundaziun, ils fundatuors e l’istorgia da la Società retorumantscha. In: Annalas da la Societad Retorumantscha, 1937, S. 1–19.